# Андромаха (Расин)
«Андрома́ха» (фр. Andromaque) — трагедия в пяти актах, произведение французского драматурга Жана Расина, написанное александрийским стихом.
Премьера состоялась 17 ноября 1667 года в Луврском дворце, в присутствии Людовика XIV.

## Основные персонажи
- Андромаха — вдова Гектора, пленница Пирра.
- Пирр — сын Ахилла, царь Эпира.
- Орест — сын Агамемнона.
- Гермиона — дочь Елены и царя Спарты Менелая, невеста Пирра.
- Пилад — друг Ореста.

## Сюжет
Действие происходит в столице Эпира после Троянской войны. Приезжает Орест с посланием для царя Пирра: греки оскорблены тем фактом, что сын Ахилла приютил у себя вдову Гектора и его маленького сына Астианакса, а не убил пленников. Впрочем, самого Ореста влечёт во дворец Пирра не столько долг, сколько страстная любовь — он безумно влюблён в Гермиону, ставшую невестой царя. Орест узнаёт, что отвергшая его Гермиона живёт несчастливо, так как жених до сих пор «не предлагает ей ни сердца, ни короны». Пирр, забыв невесту, безуспешно добивается любви Андромахи, та же тоскует по Гектору и живёт только ради сына. Пирр грозится выдать Астианакса грекам, если Андромаха не сменит гнев на милость.
Орест встречается с Гермионой и видит, что, несмотря на унижения, она по-прежнему любит Пирра. Сама Гермиона утверждает, что в её сердце жива лишь ненависть, что она согласна уехать с Орестом, но не может сделать этого без разрешения царя. Орест с лёгким сердцем идёт к Пирру, зная, что ему невеста не дорога и он отпустит Гермиону. А Пирр, вне себя после разговора с Андромахой, заявляет, что решил отдать ребёнка грекам и жениться, наконец, на Гермионе. Орест в отчаянии. Он хочет похитить Гермиону с помощью своего друга Пилада, который хорошо знает дворец. Гермиона же совершенно забыла о нём, счастлива и верит, что Пирр к ней вернулся.
Андромаха видит, что царь всерьёз собирается отдать Астианакса на смерть. Она смиряет гордость и идёт просить помощи у Гермионы, затем падает на колени перед самим Пирром. Тот объявляет, что отдаст ребёнка, если Андромаха не выйдет за него сегодня же: «Надеюсь стать отцом ему и мужем вам. А если нет — на казнь при вас его отдам». Андромаха вынуждена согласиться на свадьбу, а сама придумывает план:
пусть обещания царя услышит храм,
Пред алтарем ему я сына передам,
И жизнь, которую ценить я перестала,
Мгновенно оборву при помощи кинжала.
Ликующий Пирр готовится к свадьбе, а снова отвергнутая Гермиона жаждет мести. Она уговаривает Ореста убить Пирра и обещает после этого уехать с ним.

Орест возвращается и сообщает, что убил царя. Гермиона уже опомнилась и клянет его за «низкий поступок»: 
Виновен ты один, коварный зложелатель!.. Убийца гнусен мне. Сокройся с глаз долой!
Обезумев, она закалывается кинжалом над телом Пирра. Появляется друг Ореста, Пилад. Он говорит, что на них идёт целая толпа разъярённых эпирцев под предводительством Андромахи, которая «за мужа нового их побуждает мстить». Орест отказывается уезжать, но узнав о смерти Гермионы, теряет сознание. Его уносит Пилад.

## Образы

#### Андромаха

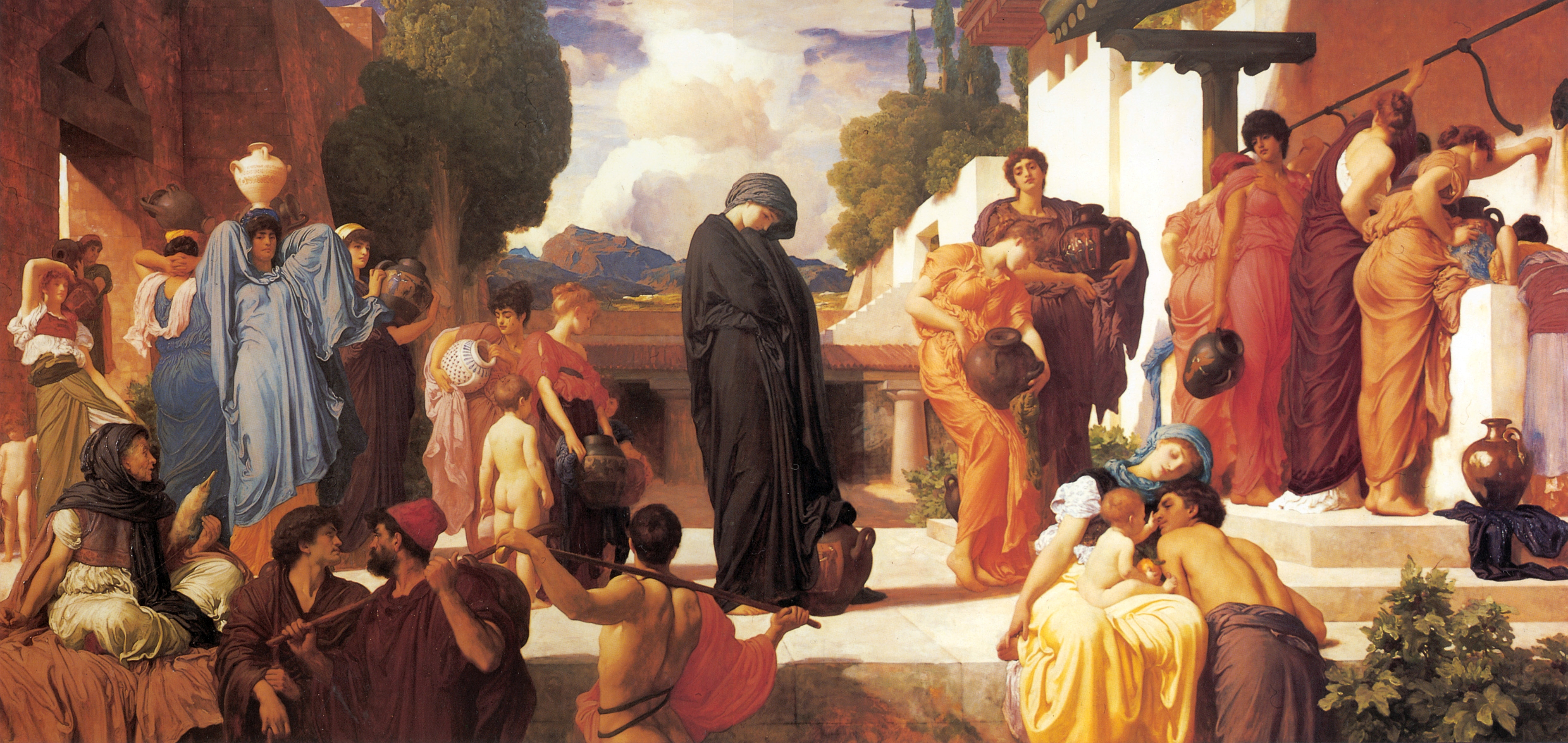
Пленённая Андромаха, Фредерик Лейтон, ок. 1886.

Воплощением нравственного начала в трагедии становится вдова Гектора — Андромаха. В отличие от Пирра, Гермионы или Ореста, она стоит перед выбором, от которого зависит судьба ее сына. Но, в отличие от героев Корнеля, Андромаха делает выбор не потому, что должна решить государственные задачи или проблемы семейной чести. По мнению Н. А. Жирмунской, перед Андромахой стоит мнимый выбор, обусловленный страстями других персонажей. Пирр, убийца всей ее семьи, предлагает ей руку и трон. В случае отказа Андромахи ее сыну грозит смерть. Сцена диалога Андромахи с наперсницей Сефизой передает то огромное внутреннее напряжение, которое испытывает царица-пленница. Об этом свидетельствуют прерывистые фразы, восклицания, сбивчивая речь. Картины воспоминаний и реальность – все перемешано, все призвано обнажить сложность предстоящего выбора.
И все-таки выбор Андромахи не приносит покоя. Он более говорит о безысходности положения героини, вынужденной пойти на самоубийство. Выбор Андромахи – «это моральный компромисс, построенный на двойном смысле ее брачного обета, – ведь супружество, которым будет куплена жизнь ее сына, фактически не совершится. Антагонисты Андромахи, Пирр и Гермиона, казалось бы, внешне свободные в решении своей и ее судьбы, связаны и порабощены страстью не меньше, чем Андромаха положением пленницы. И еще меньше волен распоряжаться собой Орест. Возникает парадоксальная ситуация – все колебания и повороты в их судьбе, иными словами, все развитие действия трагедии определяется тем, какое решение примет Андромаха, а она в состоянии принять лишь мнимое решение».

## Оценка

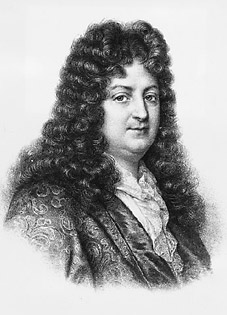
Жан Расин, автор трагедии.

В «Первом предисловии» к трагедии Расин вступил в полемику с критиками пьесы, обвинявшими драматурга в неправдоподобии выведенных в ней характеров. В частности, он писал: «…едва ли стоит принимать близко к сердцу недовольство двух-трех лиц, которые хотели бы перекроить всех героев древности, превратив их в героев идеальных. У этих людей самые добрые намерения: им желательно, чтобы на театре выводили только безупречных мужей. Но я осмелюсь напомнить им о том, что я не вправе менять правила драматургии…Аристотель отнюдь не требует от нас представлять героев существами совершенными, а, напротив, высказывает положение, чтобы трагические герои, то есть те персонажи, чьи несчастья создают катастрофу в трагедии, не были вполне добрыми или вполне злыми. Он против того, чтобы они были беспредельно добры, ибо наказание, которое терпит очень хороший человек, вызовет у зрителя скорее негодование, нежели жалость – и против того, чтобы они были чрезмерно злы, ибо негодяя никто жалеть не станет. Таким образом, им надлежит быть средними людьми по своим душевным качествам, иначе говоря, обладать добродетелью, но быть подверженными слабостям, и несчастья должны на них обрушиваться вследствие некоей ошибки, способно вызвать к ним жалость, а не отвращение».
Впервые Расин обращает внимание зрителя на жизнь обычных, «средних» людей, но «средних» по своим душевным качествам, что, конечно, не могло не вызвать критики в адрес пьесы. Слишком откровенным было неуважение королевского двора. Время «Сида» прошло. Как отмечает Ю.Б. Виппер, «художественное мироощущение Расина формировалось в условиях, когда политическое сопротивление феодальной аристократии было подавлено и она превратилась в покорную воле монарха, лишенную созидательных жизненных целей придворную знать. В трагедиях Расина на первый план выдвигаются образы людей, развращаемых властью, охваченных пламенем необузданных страстей, людей колеблющихся, мечущихся. В драматургии Расина доминирует не столько политический, сколько нравственный критерий».
На критику, обрушившуюся на драматурга после постановки «Андромахи», Расин ответил двумя злыми эпиграммами. Объектом высмеивания он избрал светского вельможу д'Олонна, обладающего репутацией рогоносца, и герцога Шарля де Креки, известного противоестественными наклонностями. Вот одна из эпиграмм «На критику Расиновой «Андромахи»:
```
		Мои труды от правды далеки —
		Сказали два высокомудрых друга.
		«Так женщину любить нельзя», – решил Креки,
		И рассудил д'Олонн: «Не любят так супруга».
```

## Значение
Как указывает Н. А. Жирмунская, «сознание зрителей XVII века было воспитано на устойчивых стереотипах поведения, закрепленных этикетом и отождествляемых с универсальными законами разума. Герои «Андромахи» на каждом шагу нарушают эти стереотипы, и в этом также проявляется сила охватившей их страсти». Однако новизна трагедии Расина прежде всего в том, что драматург представил зрителям человека. Во всех случаях его поведение обусловлено не этикетом, а личностным началом. Трон лишь разрушает «Я», личность. Так происходит с Пирром, то же случается с Гермионой. Ревность и месть уничтожают их гордые натуры, превращая в людей непорядочных и даже подлых. Их страсть – это как раз то несчастье, которое, как писал в предисловии Расин, обрушивается на головы «как следствие некоей ошибки, способной вызвать к ним жалость, а не отвращение». И в этом Расин – драматург классицизма. «Своеобразные художественные приметы трагедии французского классицизма, и прежде всего ее ярко выраженный психологический уклон, нашли в драматургии Жана Расина свое последовательное воплощение. Требование соблюдать единства времени, места и действия и другие каноны классицизма не стесняли писателя. Наоборот, они помогали ему предельно сжимать действие, сосредоточивать свое внимание на анализе душевной жизни героев. Расин часто приближает действие к кульминационной точке. Герои бьются в опутывающих их сетях, и трагический характер развязки уже предопределен; поэт же вслушивается в то, как неукротимо пульсируют сердца героев в этой предсмертной агонии, и запечатлевает их эмоции», – писал Ю.Б. Виппер.